# Jesus Revolution
Jesus Revolution é um filme cristão de drama estadunidense de 2023 dirigido por Jon Erwin e Brent McCorkle. Baseado no livro de mesmo nome, o filme segue o jovem ministro Greg Laurie (Joel Courtney) e o pastor Chuck Smith (Kelsey Grammer) enquanto eles participam do Jesus Movement na Califórnia durante a década de 1970. Anna Grace Barlow, Jonathan Roumie e Kimberly Williams-Paisley também estrelam no longa-metragem.
O filme foi lançado nos Estados Unidos em 24 de fevereiro de 2023 pela Lionsgate. O filme arrecadou mais de 53 milhões de dólares, e recebeu críticas mistas dos críticos, sendo recebido favoravelmente pelo público.

## Enredo
Em 1969, um sério e respeitado pastor do sul da Califórnia, Chuck Smith, descobre que sua igreja está morrendo lentamente com uma incapacidade de se conectar com a geração mais jovem e livre de hippies. Um dia, sua filha dá carona a um hippie chamado Lonnie Frisbee, que diz estar viajando e contando às pessoas sobre o ministério de Jesus. Smith, a princípio desconfiado de Frisbee, acaba se afeiçoando a ele e dá as boas-vindas a outros hippies em sua casa. Eles unem forças e iniciam um movimento de sucesso para evangelizar hippies e outros.
Enquanto isso, Greg Laurie, estudante do ensino médio, foge de sua classe do Corpo de Treinamento de Oficiais da Reserva Júnior e se junta a uma garota chamada Cathe, que o leva para um show de rock com Timothy Leary pregando o valor de ir das drogas para a autodescoberta. No entanto, Greg vê que vários hippies são perigosamente irresponsáveis; a irmã de Cathe fica doente devido a uma overdose de drogas. Greg e Cathe encontram consolo no ministério de Smith e Lonnie, embora os pais tensos de Cathe não estejam entusiasmados com Greg.
O ministério explode em popularidade, sendo visto como uma "Jesus Revolution" ou "loucos por Jesus", e até mesmo gerando uma capa da revista Time em 1971. No entanto, Lonnie se torna egoísta e eventualmente se separa de Smith, embora eles se reconciliem mais tarde. Greg se oferece para assumir uma filial do ministério em Riverside e, eventualmente, se casa com Cathe e se torna um pastor famoso. Smith e Frisbee são lembrados como fundadores do amplo movimento Calvary Chapel e, de maneira mais geral, como líderes do Jesus Movement.

## Elenco
- Joel Courtney como Greg Laurie[4]
- Kelsey Grammer como Chuck Smith[5]
- Anna Grace Barlow[5]
- Jonathan Roumie como Lonnie Frisbee[6]
- Kimberly Williams-Paisley[5]
- Nicholas Cirillo[5]
- Jackson Robert Scott como jovem Greg Laurie[7]
- Ally Ioannides[5]
- Julia Campbell[5]
- Nic Bishop[5]
- Jolie Jenkins[5]
- DeVon Franklin como Josiah[8]
- Shaun Weiss como veterano da Guerra do Vietnã[5]

## Produção
O filme foi anunciado em junho de 2018, com Jon Erwin e Jon Gunn escrevendo o roteiro, Gunn dirigindo e Greg Laurie, Kevin Downes e os irmãos Erwin produzindo. Jim Gaffigan e Joel Courtney assinaram os papéis principais em junho de 2020, embora Kelsey Grammer tenha substituído Gaffigan. As filmagens ocorreram em Mobile, Alabama, em março de 2022, com várias outras cenas sendo filmadas na Califórnia.

## Lançamento
O filme teve sua estreia no TCL Chinese Theatre, na cidade de Los Angeles, em 15 de fevereiro de 2023, e foi lançado nacionalmente nos Estados Unidos e no Canadá em 24 de fevereiro de 2023, sendo distribuído pela Lionsgate.

## Recepção

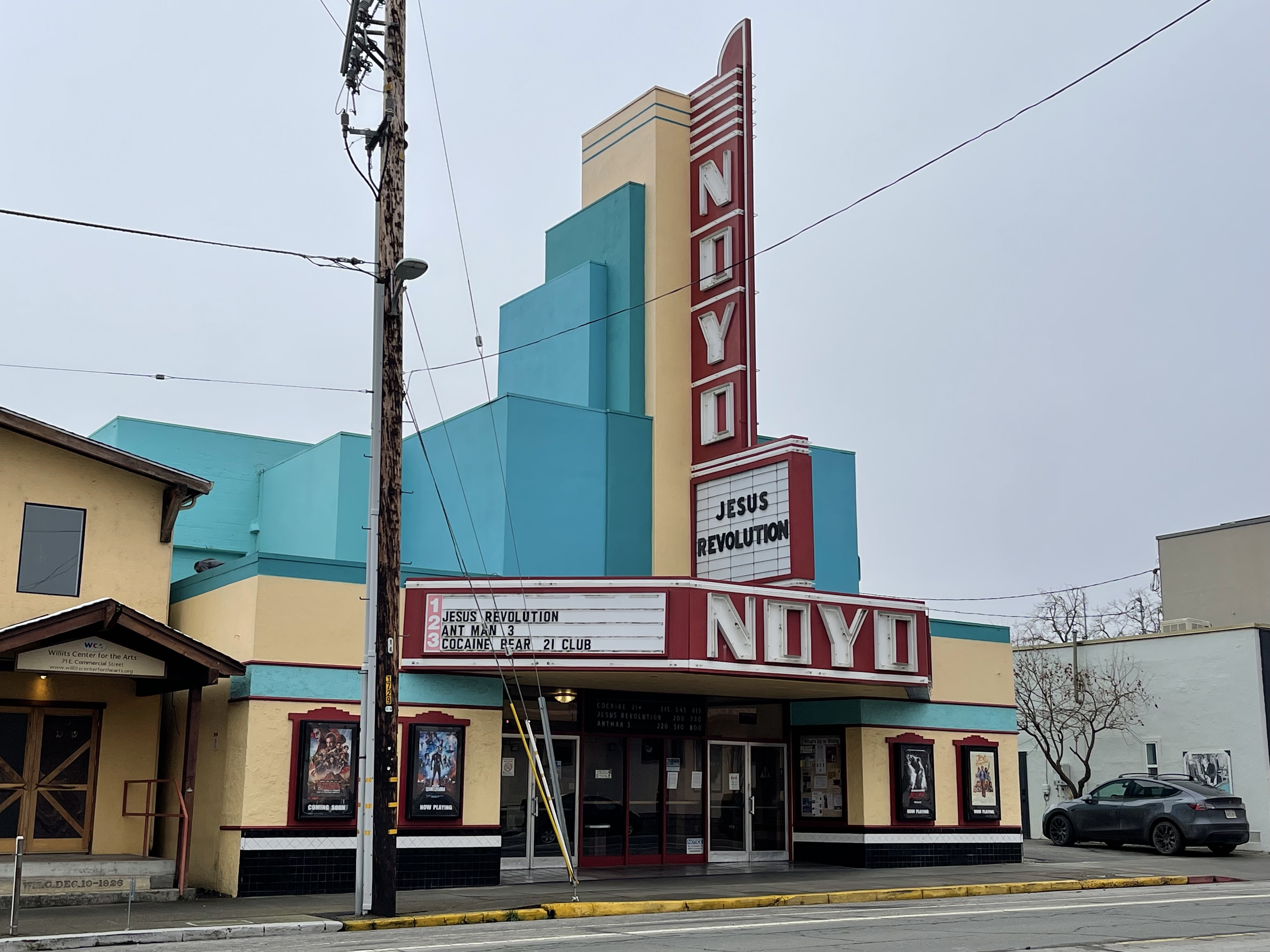
Jesus Revolution passando no Noyo Theatre em Willits, Califórnia.

### Bilheteria
Nos Estados Unidos e no Canadá, Jesus Revolution foi lançado na mesma data que Cocaine Bear, e estava projetado para arrecadar 6–7 milhões de dólares em seu fim de semana de estreia, em 2 475 cinemas. Porém, o filme arrecadou 7 milhões de dólares apenas no primeiro dia (incluindo 3 milhões de dólares nas prévias dos dias anteriores ao lançamento), elevando as estimativas do fim de semana para 14 milhões de dólares. No fim, o filme acabou por estreiar com 15,8 milhões de dólares, terminando em terceiro no ranking do fim de semana, excedendo as expectativas dos especialistas, tendo um "desempenho excelente" de acordo com o The Numbers.
Em seu segundo fim de semana, o filme arrecadou 8,4 milhões de dólares, terminando em quinto lugar. Em 7 de março de 2023, o filme ficou em segundo no ranking diário, ultrapassando Cocaine Bear e Ant-Man and the Wasp: Quantumania.
No geral, o filme arrecadou mais de 52 milhões de dólares somente nos Estados Unidos e no Canadá, se tornando no 24.º maior filme de 2023 na bilheteria norte-americana.

### Resposta crítica
No agregador de resenhas Rotten Tomatoes, 62% das 47 resenhas dos críticos são positivas, com uma classificação média de 5,9/10. O consenso do site diz: "Jesus Revolution se atrapalha com uma oportunidade de trazer à vida a fascinante história da vida real de forma vibrante, mas merece crédito por evitar a comum pregação dos filmes baseados na fé." Para o público, há um índice de aprovação de 99%, com uma pontuação média de 4,9/5, com base em mais de 5 mil avaliações. Já o Metacritic, que usa uma média ponderada, atribuiu ao filme uma pontuação de 46 em 100, com base em sete críticos, indicando "críticas mistas ou médias". O público pesquisado pelo CinemaScore deu ao filme uma nota rara de "A+" (dando a Erwin o maior número de filmes com essa nota, após Woodlawn de 2015, I Can Only Imagine de 2018, e American Underdog de 2021), enquanto os entrevistados pelo PostTrak deram uma pontuação positiva de 97%, com 89% dizendo que definitivamente o recomendariam. O Collider observou que "apesar das críticas mistas, Jesus Revolution provou ser bastante popular entre seu público-alvo."
Kathy Schiffer, do National Catholic Register, observou: "Se você tem idade suficiente para se lembrar dos anos 1960 e 1970, descobrirá que o grande novo filme da Lionsgate, Jesus Revolution, é um passeio pela estrada da memória. A energia, a atuação, a música nostálgica dos anos 60 que pairam no filme torna provável que este seja um sucesso de bilheteria. Como um filme cristão convencional, ele se concentra em uma mensagem de fé, que é mais do que bem-vinda em meio à cultura de hoje." Já James Berardinelli criticou o filme, referindo que "Jesus Revolution pega um período fascinante da história estadunidense – o movimento hippie e suas consequências associadas dentro da comunidade cristã – e o transforma em uma experiência insípida". Nell Minow, do RogerEbert.com, deu ao filme 2 estrelas, apontando que o filme pula detalhes como o abuso de substâncias e a homossexualidade de um de seus personagens da vida real, e que o filme é "feito com habilidade, mas superficial".

## Prêmios
Em 2023, o filme ganhou o Dove Award, na categoria Filme Inspirador do Ano. 